# Centro verde de Kawaguchi
El Centro verde de Kawaguchi también conocido como Jardín Botánico de Ciudad Kawaguchi (en japonés: 川口市立グリーンセンタ, Kawaguchi Shiritsu Gurīnsentā), es un parque y jardín botánico, de 15 hectáreas de extensión, en Kawaguchi, Japón. 
El código de reconocimiento internacional del Kawaguchi Shiritsu Gurīnsentā como institución botánica (en el Botanical Gardens Conservation International - BGCI), así como las siglas de su herbario es KAWGC.

## Localización
Se ubica en la proximidad de la autopista de circunvalación exterior de Tokio.
Kawaguchi Shiritsu Gurīnsentā Araijuku 700, Kawaguchi-shi, Saitama-ken 343, Japón.
Planos y vistas satelitales.35°53′54.69″N 139°47′24.24″E / 35.8985250, 139.7900667
Se encuentra abierto al público. Se paga una tarifa de entrada.

## Historia

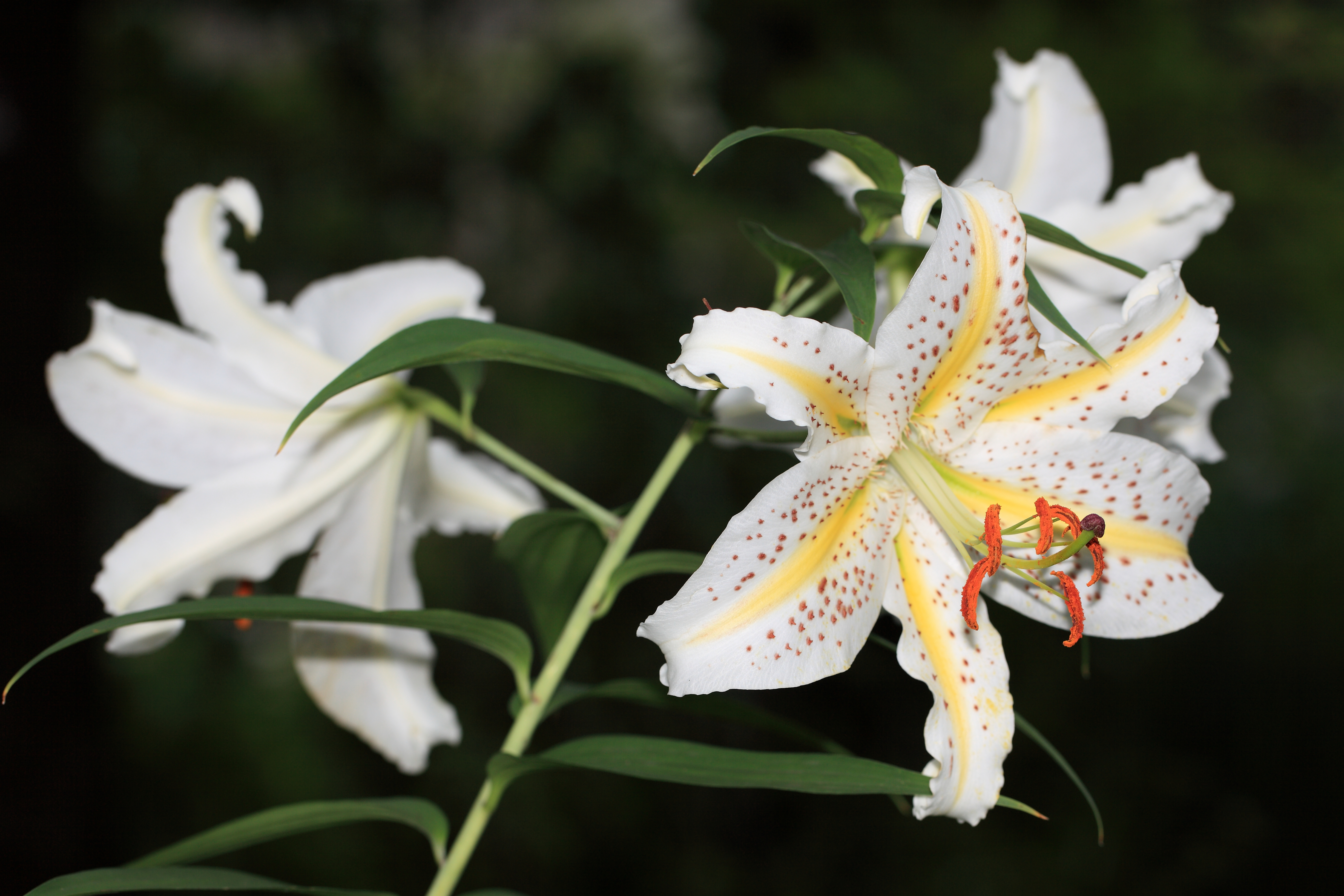
Las flores del山百合 Lirio con bandas doradas (Lilium auratum) en el jardín botánico.

En el año 1946 Kawaguchi tenía el liderazgo del distrito agrícola de Saitama, fue creado un centro para la promoción de la agricultura. En 1960 fue fundado el Centro Agrícola de Kawaguchi. 
En 1967 con la asistencia del actual emperador, la emperatriz y la princesa se inauguró un alojamiento con una Gran sala de reuniones "chateau del arbusto rojo" y una gran piscina que en invierno cuando se hiela sirve como pista de patinaje sobre hielo.
Este jardín botánico fue abierto al público en 1967 con el nombre de Centro verde de Kawaguchi. 
En 1979 cambió al nombre actual de jardín botánico de Ciudad Kawaguchi con el fin de "la promoción de la agricultura urbana", "la preservación de los espacios verdes" y "disposición del lugar de recreo de los ciudadanos". Quedando la piscina de Patinaje sobre hielo, con puertas abiertas al público. 

## Colecciones
Sus colecciones se componen de árboles y arbustos, entre los que destacan:
- Colección de ciruelos.
- Colección de azaleas.
- Colección de Iris
- Rocalla con una colección de flores de montaña.
- Trabajos de Topiaria.
- Invernaderos, con colecciones de bananas, bougainvilleas, lotos (Nymphaea), orquídeas, y plantas suculentas.
- Diversas fuentes.